# Racquinghem
Racquinghem és un municipi francès situat al departament del Pas de Calais i a la regió dels Alts de França. L'any 2007 tenia 2.247 habitants.

## Demografia

### Població
El 2007 la població de fet de Racquinghem era de 2.247 persones. Hi havia 790 famílies de les quals 128 eren unipersonals (62 homes vivint sols i 66 dones vivint soles), 229 parelles sense fills, 356 parelles amb fills i 77 famílies monoparentals amb fills.
La població ha evolucionat segons el següent gràfic:
Habitants censats

### Habitatges
El 2007 hi havia 830 habitatges, 804 eren l'habitatge principal de la família, 2 eren segones residències i 25 estaven desocupats. 821 eren cases i 10 eren apartaments. Dels 804 habitatges principals, 622 estaven ocupats pels seus propietaris, 173 estaven llogats i ocupats pels llogaters i 9 estaven cedits a títol gratuït; 7 tenien dues cambres, 50 en tenien tres, 183 en tenien quatre i 564 en tenien cinc o més. 719 habitatges disposaven pel capbaix d'una plaça de pàrquing. A 359 habitatges hi havia un automòbil i a 373 n'hi havia dos o més.

### Piràmide de població
La piràmide de població per edats i sexe el 2009 era:
| Homes | Edats   | Dones |
| ----- | ------- | ----- |
| 0     | 95 o +  | 0     |
| 4     | 90 a 94 | 0     |
| 0     | 85 a 89 | 4     |
| 12    | 80 a 84 | 0     |
| 4     | 75 a 79 | 24    |
| 32    | 70 a 74 | 36    |
| 24    | 65 a 69 | 24    |
| 32    | 60 a 64 | 28    |
| 32    | 55 a 59 | 20    |
| 104   | 50 a 54 | 80    |
| 104   | 45 a 49 | 116   |
| 112   | 40 a 44 | 104   |
| 88    | 35 a 39 | 80    |
| 72    | 30 a 34 | 88    |
| 80    | 25 a 29 | 56    |
| 80    | 20 a 24 | 68    |
| 160   | 15 a 19 | 100   |
| 112   | 10 a 14 | 120   |
| 96    | 5 a 9   | 88    |
| 60    | 0 a 4   | 60    |

## Economia
El 2007 la població en edat de treballar era de 1.593 persones, 1.058 eren actives i 535 eren inactives. De les 1.058 persones actives 930 estaven ocupades (551 homes i 379 dones) i 129 estaven aturades (57 homes i 72 dones). De les 535 persones inactives 182 estaven jubilades, 150 estaven estudiant i 203 estaven classificades com a «altres inactius».

### Ingressos
El 2009 a Racquinghem hi havia 824 unitats fiscals que integraven 2.333,5 persones, la mediana anual d'ingressos fiscals per persona era de 15.408 €.

### Activitats econòmiques
Dels 61 establiments que hi havia el 2007, 2 eren d'empreses extractives, 2 d'empreses alimentàries, 4 d'empreses de fabricació d'altres productes industrials, 3 d'empreses de construcció, 16 d'empreses de comerç i reparació d'automòbils, 2 d'empreses de transport, 4 d'empreses d'hostatgeria i restauració, 1 d'una empresa d'informació i comunicació, 1 d'una empresa financera, 1 d'una empresa immobiliària, 3 d'empreses de serveis, 10 d'entitats de l'administració pública i 12 d'empreses classificades com a «altres activitats de serveis».
Dels 21 establiments de servei als particulars que hi havia el 2009, 1 era una oficina de correu, 1 una oficina bancària, 1 funerària, 4 tallers de reparació d'automòbils i de material agrícola, 2 autoescoles, 1 lampisteria, 1 electricista, 1 empresa de construcció, 6 perruqueries i 3 restaurants.
Dels 7 establiments comercials que hi havia el 2009, 1 era un hipermercat, 1 una botiga de més de 120 m², 1 una botiga de menys de 120 m², 2 carnisseries, 1 una llibreria i 1 una botiga de material de revestiment de parets i terra.
L'any 2000 a Racquinghem hi havia 10 explotacions agrícoles que ocupaven un total de 252 hectàrees.

## Equipaments sanitaris i escolars
L'únic equipament sanitari que hi havia el 2009 era una farmàcia.
El 2009 hi havia 1 escola maternal i 1 escola elemental.

## Poblacions més properes
El següent diagrama mostra les poblacions més properes.